# Bai Qu
Bai Qu (kinesiska: Ba Qu, 巴曲) är ett vattendrag i Kina. Det ligger i den autonoma regionen Tibet, i den sydvästra delen av landet, omkring 490 kilometer öster om regionhuvudstaden Lhasa.
Genomsnittlig årsnederbörd är 701 millimeter. Den regnigaste månaden är maj, med i genomsnitt 107 mm nederbörd, och den torraste är december, med 3 mm nederbörd.